# Verbascum selimense
Verbascum selimense är en flenörtsväxtart som beskrevs av Hub.-mor.. Verbascum selimense ingår i släktet kungsljus, och familjen flenörtsväxter. Inga underarter finns listade i Catalogue of Life.